# Stewart Wilken
Pour les articles homonymes, voir Wilken et Boer.
Stewart Wilken, né le 11 novembre 1966 à Boksburg, est un violeur et un tueur en série sud-africain surnommé Boetie Boer. Stewart Wilken a été condamné à 265 années de prison pour les meurtres de neuf personnes, dont celui de sa propre fille. Le nombre total de victimes est incertain, il était suspecté du meurtre de six prostituées et 4 jeunes garçons à Port Elizabeth entre 1990 et 1997. Les profils de ses victimes étaient très différents, allant de femmes d'âge mûr à de jeunes enfants, indépendamment de leur sexe ou de leur race. Il s'est livré à des actes de viols, de nécrophilie et de cannibalisme.
Micki Pistorius, une profileuse sud-africaine, raconte qu'elle ressentit de l'empathie envers Stewart Wilken : « Lorsque je lui ai parlé, c’est l’enfant en lui qui m’a répondu. Stewart était la victime lorsqu’il a été violé. Il était l’agresseur lorsqu’il tuait. Et à présent, il est redevenu la victime parce qu’il est tourmenté, comme il le dit, par les âmes de ses victimes... Une fois, il a découpé les seins d’une de ses victimes, une prostituée, et les a mangés. Pour moi, il les a coupés pour avoir le lait. Cela symbolise le besoin d’amour et d’affection qu’il n’a jamais eus. »